# Plisków (rejon winnicki)
Plisków – wieś (dawniej miasteczko) na Ukrainie w rejonie winnickim obwodu winnickiego, nad rzeką Rośką.

## Historia
W pierwszej połowie XIX wieku należał do potomków generała Benedykta Kołyszki.
Dawniej w miasteczku istniała filia parafii rzymskokatolickiej w Pohrebyszczu, która wchodziła w skład dekanatu berdyczowskiego.
Podczas okupacji hitlerowskiej, w lwcie 1941 roku Niemcy utworzyli getto dla żydowskich mieszkańców. Przebywało w nim około 800 osób. 23 maja 1942 roku Niemcy zlikwidowali getto, a Żydów zamordowali w okolicznych lasach. 